# Hush (seriefigur)
Hush är en superskurk i DC Comics, som främst uppträder som Batmans fiende. Figuren skapades av Jeph Loeb och Jim Lee, och hade sin debut i Batman #609 (2003).

## Biografi
Dr. Thomas "Tommy" Elliot är en barndomsvän till Bruce Wayne, och var liksom han född i en rik familj. Till skillnad från Bruce hatade dock Elliot sina föräldrar. Hans far slog honom ofta medan hans mor inte gjorde något för att förhindra det. I längtan efter självständighet kapade Elliot bromsarna på föräldrarnas bil, vilket orsakade en kollision som dödade hans far. Hans mor räddades dock i en operation av Bruces far, Thomas Wayne, vilket gjorde Elliot mycket förargad. På ett sommarläger med Bruce attackerade Tommy en annan pojke och hamnade på psykvård. Han beskyllde då irrationellt Bruce och sin mor för sina utbrott, men han släpptes snart av en praktikant vid namn Jonathan Crane.
Under de närmsta åren skötte Elliot om sin mor. När han fick höra om Bruces föräldrars död växte hans ilska i tron att Bruce lever det "fria liv" som Elliot hade hoppats på för sig själv. Elliots mor förskjuter så småningom sin son och bryter hans tillgång till familjerikedomen som straff för att han gett sig in i en relation med Peyton Riley, ett förhållande som hon inte godkänner. Därpå dödar Elliot henne och förstör hennes nya testamente. Omgivningen förmodar att hennes död var en olyckshändelse. Tommy ärver modern, överger Riley och börjar resa. Han blir så småningom framgångsrik kirurg, men fortsätter att hysa agg mot sin barndomsvän. Han skapar identiteten "Hush".

## Krafter och förmågor
Hush har inga superkrafter. Han har tillbringat en stor del av sitt liv för att finslipa sina färdigheter nog att vara en utmaning för Batman. Elliot har ett otroligt intellekt och är också en mästare på att planera. Hushs största talang är hans förmåga att tänka som sina motståndare och använda det mot dem. Han är en skyttexpert, duglig till att skjuta två batarangs ur luften och avfyra C4 med dubbla M1911 kaliber .45-pistoler. Hush är även en lysande kirurg som genomfört operationer som förmodats vara omöjliga. Han kan också utföra plastikkirurgi på sig själv, hur smärtsamt det än kan tänkas vara.